# Tournoi de tennis de Cordenons
L'Internazionali di Tennis del Friuli-Venezia Giulia est un tournoi international de tennis masculin du circuit professionnel Challenger et féminin du circuit ITF. Il a lieu tous les ans au mois d'août à Cordenons, en Italie. Il a été créé en 2004 et se joue sur terre battue en extérieur.

## Palmarès messieurs

### Simple
| Année | Vainqueur               | Finaliste               | Score             |
| ----- | ----------------------- | ----------------------- | ----------------- |
| 2004  | Daniel Gimeno-Traver    | Daniel Köllerer         | 4-6, 6-4, 6-3     |
| 2005  | Carlos Berlocq          | Jérôme Haehnel          | 7-65, 6-4         |
| 2006  | Konstantinos Economidis | Mathieu Montcourt       | 6-3, 6-2          |
| 2007  | Máximo González         | Mariano Puerta          | 2-6, 7-5, 7-5     |
| 2008  | Filippo Volandri        | Oscar Hernandez         | 6-3, 7-5          |
| 2009  | Peter Luczak            | Olivier Rochus          | 6-3, 3-6, 6-1     |
| 2010  | Steve Darcis            | Daniel Muñoz de la Nava | 6-2, 6-4          |
| 2011  | Daniel Muñoz de la Nava | Nicolás Pastor          | 6-4, 2-6, 6-2     |
| 2012  | Paolo Lorenzi           | Daniel Gimeno-Traver    | 7-65, 6-3         |
| 2013  | Pablo Carreño Busta     | Grégoire Burquier       | 6-4, 6-4          |
| 2014  | Albert Montañés         | Potito Starace          | 6-2, 6-4          |
| 2015  | Filip Krajinović        | Adrian Ungur            | 5-7, 6-4, 4-1 ab. |
| 2016  | Taro Daniel             | Daniel Gimeno-Traver    | 6-3, 6-4          |
| 2017  | Elias Ymer              | Roberto Carballés Baena | 6-2, 6-3          |
| 2018  | Paolo Lorenzi           | Máté Valkusz            | 6-3, 3-6, 6-4     |
| 2019  | Christopher O'Connell   | Jeremy Jahn             | 7-5, 6-2          |
| 2020  | Bernabé Zapata Miralles | Carlos Alcaraz          | 6-2, 4-6, 6-2     |
| 2021  | Francisco Cerúndolo     | Tomás Martín Etcheverry | 6-1, 6-2          |

### Double
| Année | Vainqueurs                         | Finalistes                              | Score            |
| ----- | ---------------------------------- | --------------------------------------- | ---------------- |
| 2004  | Leonardo Azzaro Kornél Bardóczky   | Andrea Merati Christophe Rochus         | 6-2, 6-0         |
| 2005  | Daniel Köllerer Oliver Marach      | Daniel Gimeno-Traver Melle van Gemerden | Non joué         |
| 2006  | Francesco Aldi Lovro Zovko         | Marco Crugnola Marco Pedrini            | 6-4, 6-3         |
| 2007  | Alessandro da Col Andrea Stoppini  | Alberto Brizzi Marco Pedrini            | 6-3, 7-65        |
| 2008  | Marco Crugnola Alessio Di Mauro    | David Škoch Igor Zelenay                | 1-6, 6-4, [10-6] |
| 2009  | James Cerretani Travis Rettenmaier | Peter Luczak Alessandro Motti           | 4-6, 6-3, [11-9] |
| 2010  | Robin Haase Rogier Wassen          | James Cerretani Adil Shamasdin          | 7-614, 7-5       |
| 2011  | Julian Knowle Michael Kohlmann     | Colin Ebelthite Adam Feeney             | 2-6, 7-5, [10-5] |
| 2012  | Lukáš Dlouhý Michal Mertiňák       | Philipp Marx Florin Mergea              | 5-7, 7-5, [10-7] |
| 2013  | Marin Draganja Franko Škugor       | Norbert Gombos Roman Jebavý             | 6-4, 6-4         |
| 2014  | Potito Starace Adrian Ungur        | František Čermák Lukáš Dlouhý           | 6-2, 6-4         |
| 2015  | Andrej Martin Igor Zelenay         | Dino Marcan Antonio Šančić              | 6-4, 5-7, [10-8] |
| 2016  | Andre Begemann Aliaksandr Bury     | Roman Jebavý Zdeněk Kolář               | 5-7, 6-4, [11-9] |
| 2017  | Roman Jebavý Zdeněk Kolář          | Matwé Middelkoop Igor Zelenay           | 6-2, 6-3         |
| 2018  | Denys Molchanov Igor Zelenay       | Andrej Martin Daniel Muñoz de la Nava   | 3-6, 6-3, [11-9] |
| 2019  | Tomislav Brkić Ante Pavić          | Nikola Čačić Antonio Šančić             | 6-2, 6-3         |
| 2020  | Ariel Behar Andrey Golubev         | Andrés Molteni Hugo Nys                 | 7-5, 6-4         |
| 2021  | Orlando Luz Rafael Matos           | Sergio Galdós Renzo Olivo               | 6-4, 7-65        |